# Mount Thiassi
Der Mount Thiassi ist ein 2772 m hoher Berg mit einer Schartenhöhe von 562 m im Südwesten der kanadischen Provinz British Columbia, im Squamish-Lillooet Regional District.

## Geographie
Der Mount Thiassi liegt in der Thiassi Range der Coast Mountains; sein Gipfel ist der dritthöchste Punkt dieser Kette. Der Berg liegt 56 km nordwestlich von Pemberton und 6,9 km südsüdwestlich des Mount Vayu (2794 m), des nächsthöheren Berges. Die Abflüsse der Niederschläge am Berg und das Schmelzwasser namenloser Gletscher an seinen Hängen fließen in Zuflüsse des Lillooet River, des Bridge River und des Hurley River.

## Geschichte
Die Erstbesteigung wurde 1965 durch Dick Culbert und Alice Purdey ausgeführt. Der Name des Berges wurde von der Seilschaft der Erstbesteigung vorgeschlagen, um an Thiassi, den Gott der Stürme aus der nordischen Mythologie, zu erinnern. Das Toponym wurde am 22. Juni 1967 vom Geographical Names Board of Canada offiziell anerkannt.

## Klima
In Bezug auf die Klimaklassifikation nach Köppen und Geiger herrscht am Gipfel des Mount Thiassi ein subarktisches Klima. Die meisten Wetterfronten stammen vom Pazifik und bewegen sich ostwärts auf die Coast Mountains zu, wo sie durch die Berge zum  Aufsteigen (Windstau) gezwungen werden, was wiederum dazu führt, dass die enthaltene Feuchtigkeit in Form von Regen oder Schnee abgegeben wird. Im Ergebnis führt das zu hohen Niederschlägen in den Coast Mountains, insbesondere zu starken Schneefällen im Winter. Die Temperaturen können unter −20 °C fallen, unter Berücksichtigung von Windchill-Einfluss unter −30 °C. Die Monate Juli bis September bieten die besten Wetterbedingungen für einen Aufstieg.